# The Thoughts of Emerlist Davjack
The Thoughts of Emerlist Davjack ist das Debütalbum der britischen Psychedelic-Rock- und Progressive-Rock-Band The Nice, das am 1. März 1968 bei Immediate Records erschien.

## Musikstil
Der Titel Rondo enthält einen kurzen Auszug aus Johann Sebastian Bachs Toccata und Fuge d-Moll BWV 565 sowie ein erweitertes Zitat und eine Neuinterpretation von Blue Rondo à la Turk vom Dave Brubeck Quartet.

## Hintergrund
Der Name Emerlist Davjack aus dem Titelsong des Albums ist ein Kofferwort aus den Nachnamen der vier Gruppenmitglieder Keith Emerson, David O’List, Brian Davison und Lee Jackson. Auf den ersten Langspielplatten-Editionen wurden alle Kompositionen „Emerlist Davjack“ zugeschrieben, wohingegen spätere Veröffentlichungen genauere Angaben enthielten. Laut O’List sollte Mick Jagger das Album ursprünglich produzieren, war dazu aber nicht in der Lage. Die technischen Aufgaben wurden von Glyn Johns übernommen, der die Echoeffekte zu dem von O’List gesungen Flower King of Flies beisteuerte.
The Cry of Eugene, das später von Jacksons Gruppe Jackson Heights neu aufgenommen wurde, bezieht sich auf die Figuren Harlekin und Columbina aus der Commedia dell’arte. Auf dem Windsor Jazz & Blues Festival 1967 sagte Leadsänger Jackson, dass der Song Flower King of Flies von Paul McCartney handele.
Das Plattencover zeigt ein Foto von Gered Mankowitz von den Bandmitgliedern, deren freie Oberkörper locker mit Klarsichtfolie eingewickelt sind.
Das Album wurde durch einen Sampler beworben, dieser ist in dem 2000 erschienenen Boxset Here Come the Nice von Castle Communications enthalten, und enthält einen Kommentar von John Peel:

“1967 was a strange year for pop music with groups experimenting with new sounds and bouncing on and off bandwagons with dizzying speed and agility. They were calling themselves ridiculous names and regretting it shortly. The Nice came together in a void and will be here when the others are in pantomime in Wolverhampton.”

„1967 war ein seltsames Jahr für die Popmusik, in dem die Gruppen mit neuen Klängen experimentierten und mit schwindelerregender Geschwindigkeit und Agilität auf und von den Zugpferden absprangen. Sie gaben sich lächerliche Namen was sie bald wieder bereuten. The Nice haben sich in einer Lücke zusammengefunden und werden hier sein, wenn die anderen in Wolverhampton Pantomime spielen.“

Die ersten Schallplatten Editionen von 1968 waren als Stereo- sowie als Mono-Pressungen erhältlich.

## Titelliste
| Nr. | Titel                            | Autor(en)                               | Länge |
| --- | -------------------------------- | --------------------------------------- | ----- |
| 1.  | Flower King of Flies             | Keith Emerson, Lee Jackson              | 3:19  |
| 2.  | The Thoughts of Emerlist Davjack | Emerson, David O’List                   | 2:49  |
| 3.  | Bonnie K                         | Jackson, O’List                         | 3:24  |
| 4.  | Rondo                            | Emerson, O’List, Brian Davison, Jackson | 8:22  |

| Nr.          | Titel              | Autor(en)                         | Länge |
| ------------ | ------------------ | --------------------------------- | ----- |
| 5.           | War and Peace      | Emerson, O’List, Davison, Jackson | 5:13  |
| 6.           | Tantalising Maggie | Emerson, Jackson                  | 4:35  |
| 7.           | Dawn               | Davison, Emerson, Jackson         | 5:17  |
| 8.           | The Cry of Eugene  | Emerson, Jackson, O’List          | 4:36  |
| Gesamtlänge: | Gesamtlänge:       | Gesamtlänge:                      | 37:50 |

## Rezeption
Die britische Musikzeitschrift Classic Rock kürte The Thoughts of Emerlist Davjack im Juli 2010 zu einem der 50 Musikalben, die den Progressive Rock prägten.
Der Titel The Thoughts of Emerlist Davjack erschien 1968 als Titelmusik in der von Mike Hodges inszenierten sechsteiligen Jugendfernsehdrama The Tyrant King, das von Trevor Preston nach Aylmer Halls Buch London Transport für Thames Television geschrieben wurde. In dieser Serie wurde ebenfalls Musik von weiteren progressiven Bands verwendet wie Cream, The Rolling Stones, The Moody Blues und Pink Floyd verwendet.